# V8 Supercars

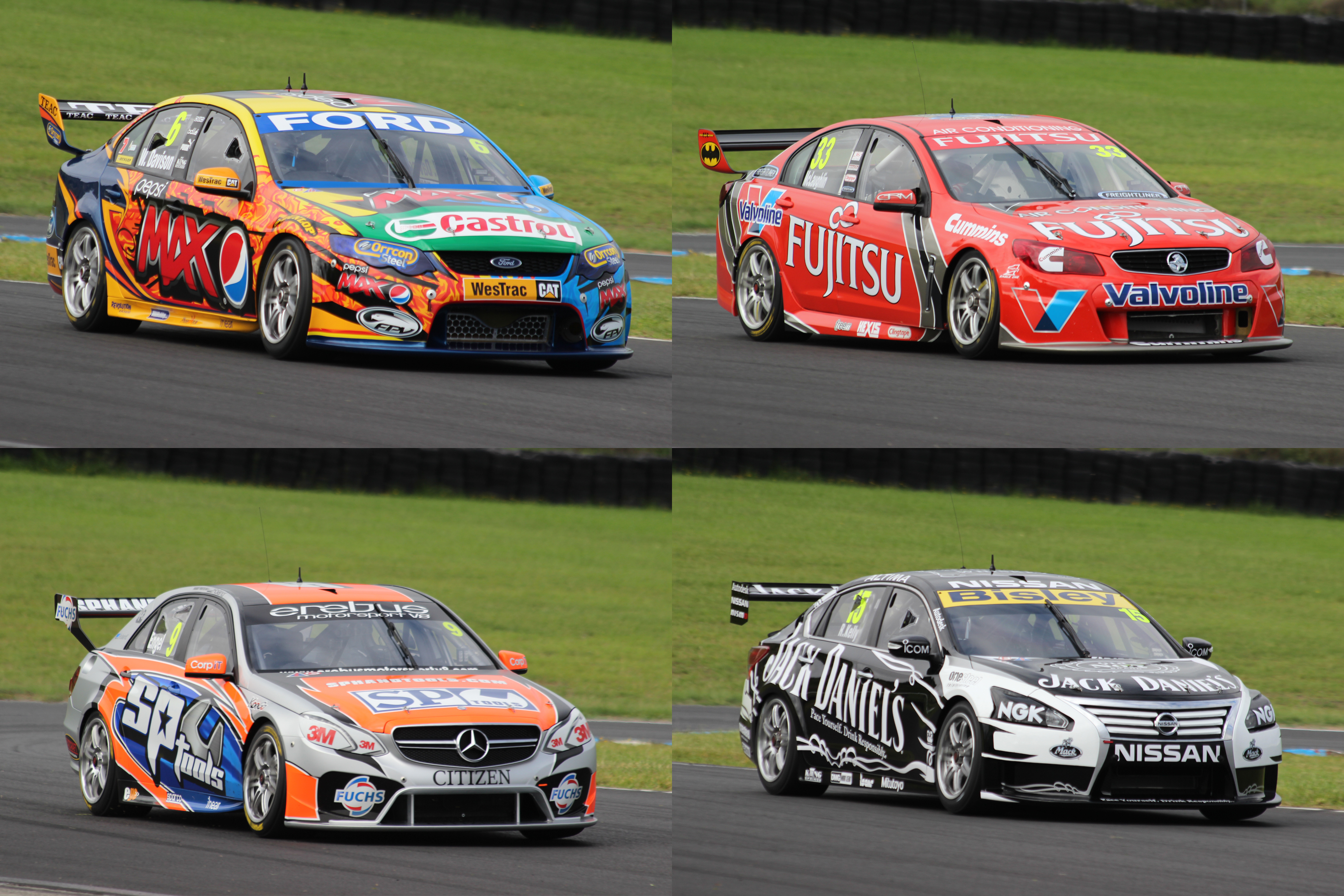
Автомобілі V8 Supercars

V8 Supercars (також V8 Supercars Australia, V8SCA, V8) — турингові перегони в Австралії. Ці перегони є найпопулярніші в Австралії та Новій Зеландії. Популярність перегонів стрімко зростає і у світі. Серія характеризується великою кількістю учасників що і зумовило їх комерційний успіх.
Етапи автоперегонів V8 Supercars проходять у всіх штатах Австралії, Новій Зеландії і в Бахрейні. 2005 року етап проведено в Шанхаї (Китай). Змагання відвідують численні глядачі (до 250 тис.). та проходить у 14 етапів на автодромах та підготовлених міських трасах. Перегони проходять у 2 формати: спринт — три 150 кілометрові гонки за вікенд; на витривалість — від 500 км. (Сандаун) до 1000 км. (Батерст).
Спортивні автомобілі V8 базуються на Ford Falcon та Holden Commodore, але значно модифіковані відповідно до регламентних вимог чемпіонату. Перегони є дуже цікавими, оскільки технічні характеристики автомобілів багато в чому схожі. На кожних кваліфікаційних заїздах серії понад 30 пілотів укладаються у інтервал однієї секунди між собою.
Так склалося історично, що Ford Falcon та Holden Commodore є найбільш популярними на австралійському ринку, відповідно конкуренція між ними і є основною складовою перегонів та взаємозалежних від них процесів.

## Історія
Австралійський туринговий чемпіонат перетворився у V8 Touring Cars (Група 3А Турингових Автомобілів) 1993 року (у чемпіонаті було тоді 13 автомобілів), коли Falcon і Commodore стали двома учасниками змагань. Німецька BMW кілька років була учасником серії, але згодом покинула її на користь головного конкурента АТСС (Australian Touring Car Championship).
У 1997 році чемпіонат перейменували у V8 Supercars, тоді управляюча компанія IMG отримала права на серію після важкої боротьби з CAMS і ARDC. Після цього розпочався стрімкий розвиток серії, а Network Ten забезпечувала телетрансляцію чемпіонату, перехопивши у Channel Seven. Пізніше сформували The Australian Vee Eight Supercar Company (AVESCO) для управління серією, котра в результаті виділилась у окрему компанію із IMG. 2005 року серія знову змінила назву — V8 Supercars Australia.

## Телевізійні трансляції
V8 Supercars транслюється Channel Seven з 2007 року в Австралії, до того з 1997 трансляції забезпечувала Channel Ten.
У Нова Зеландія Новій Зеландії транслятор — Television One, котра є головним постачальником сигналу для світових користувачів під час етапів у країні. 
SPEED Channel транслює перегони в США.
Список ТВ-каналів- трансляторів перегонів?
• Австралія
Channel Seven
Telstra Bigpond Broadband (он-лайн трансляція)
• Міжнародні
TV One NZ
Eurosport
Channel Five UK
Motors TV
SPEED Channel
Neo Sports + India

## TEGA
Touring Car Entrants Group Australia (TEGA) є власністю всіх команд серії та володіє 50% прав на чемпіонат. TEGA делегує 4 представника. На початку 90-х були проведені регламентні зміни технічного контролю, котрі захистили австралійських виробників Holden Commodore і Ford Falcon, були випущені спеціальні вимоги тільки для V8, на базі домовленостей з Ford і Holden.
Nissan домінував у чемпіонаті початку 90-х рр. зі своїм Turbo AWD Skyline GT-R, але після зміни вимог до автомобілів, був виключений із чемпіонату. BMW на М3 кілька років протримався, але теж пішов із серії. Nissan в свою чергу заявив, що більше ніколи не братиме участі в австралійському туринзі та переніс своє виробництво із країни.
BMW в свою чергу створив альтернативний Australian Super Touring Championship (ASTC), заручившись підтримкою Australian Racing Drivers Club (ARDC). ASTC проіснувала до 2002 року, перейшовши у любительські перегони.
Сьогодні TEGA постачає днищеві секції і головки блоку циліндрів для Commodore і Falcon. Це дозволяє суттєво здешевити автомобіль через уніфікацію цих складових, а відповідно більша к-сть учасників може брати участь у чемпіонаті.

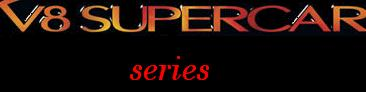
V8 Supercars емблема

## Технічний регламент
Технічний регламент побудований на основі балансу між потягом до технічного суперництва команд та доступністю техніки, сервісу, ремонту. Автомобілі ззовні досить схожі із серійними. Остання регламентарна новинка «Project Blueprint» введена у 2003 році, тоді обидва виробники домовилися про однакові технічні характеристики. В результаті боротьба між Holden і Ford досягла свого апогею та виключено ризик домінування одного автовиробника.
Мінімально допустима маса автомобіля 1 335 кг. Без водія (2 937 фунтів) та 80 кг. (176 фунтів) — допустима вага водія.

### Корпус
Всі автомобілі V8 Supercar базуються на модифікації VE для Commodore, чи BF для Falcon. Спеціально розроблений каркас безпеки із гнучких матеріалів. Також розширені, у порівнянні із цивільними версіями, колісні арки та збільшена колісна база. Лінія даху на VE Commodore дещо нижча, ніж на цивільних авто, а задні дверцята (укорочені), дах та корма складається із спеціально виготовлених панелей.
Специфікації Commodore і Falcon 2007 року мають пластмасові передні крила, замість аналогічних сталевих на серійних автомобілях.

### Аеродинаміка
Виробники пропонують командам стандартний «аеродинамічний пакет»: спойлери, крила, передні Спілттерспліттери, бокові аеродинамічні елементи. На практиці всі автомобілі в незалежності від виробника мають приблизну однакову швидкість та низьку прижимну силу.

### Двигун
Автомобілі V8 Supercar оснащені гоночними двигунами V8: 5.0L Ford «Windsor» SVO, або Chevrolet Aurora (відповідно для Holden Commodore), потужність становить 620–650 к.с. (460–485кВт). Двигуни нижньовальні із штовхаючими штангами (pushrod actuated valves) та електронним впорскуванням.
Двигуни Ford і Holden створені на базі гоночних, котрі розроблені материнськими американськими автовиробниками Ford і General Motors. На агрегатах встановлені електронні обмежувачі до 7500 обертів на хвилину. Ресурс двигуна становить 2 000 км, після чого потрібно замінити поршні та інші деталі.

### Спільні деталі
На автомобілях Ford і Holden ідентичні гальма, диференціали та КПП (6-ти ступінчаста коробка австралійського виробника Hollinger). Диференціали розраховані на весь сезон та мають такі значення: 1:3.75, 1:3.5, 1:3.25 і 1:3.15. Значення 1:3.15 ввели 2005 року спеціально для перегонів Батерст, в результаті автомобілі досягали 300 км/год на прямій Кондор (хоча офіційно це не фіксували, за заявами команди Jack Daniel's Racing саме їх автомобілі досягали відміченої позначки). Всі автомобілі оснащені 75 літровими паливними баками (за винятком перегонів на витривалість — Phillip Island і Bathurst, де використовують 120 літрові паливні баки).

### Підвіска
Подвійний важіль (double wishbone) — базова конфігурація передньої підвіски (обов'язково для обох автовиробників згідно з Project Blueprint). Задня підвіска розроблена як «жива вісь» (live axle) із використанням 4-х повздовжних шарнірів та шарніра Watts для поперечної фіксації. Конструкція пружин та амортизаторів вільна.

#### Шини
Британська Dunlop забезпечує команди шинами на весь сезон. На кожні перегони команди обмежені у кількості та типах гуми в залежності від спринту чи змагань на витривалість.

### Вартість
Ціна однієї машини становить 600 тис.$ та 150 тис. $ за двигун. В середньому одна гоночна команда на забезпечення та утримання 2-х автомобілів витрачає до 6 млн. $. TEGA ввела стелю затрат (Total Racing Expenditure Cap — TREC) до рівня 6,75 млн. $, для зменшення витрат.

## Чемпіонати
V8 Supercar проводиться у два чемпіонати: Перший та основний. Чемпіонат «першого рівня» називається V8 Supercar Championship Series, другий — Fujitsu V8 Supercars Series (раніше HPDC Supercar Series), призначений для приватних пілотів, котрі раніше займали останні місця в чемпіонаті Першого рівня. Команди Першого рівня використовують молодший чемпіонат для підготовки своїх молодих пілотів.
Також проводиться чемпіонат підтримки — V8 Utes.

### Спортивний регламент
Перегони V8 Supercar проводяться в різноманітних форматах: одно, дво та трьохденні автоспортивні етапи з різними відстанями, хронометражем та різними шинними комплектами. Більшість етапів складаються із першої гонки — коротка, друга та третя — довші. Спринтівські перегони мають довжину 120 км. (раніше 150 км), при цьому вимагається необхідне виконання піт-стопу для заміни хоча б одного колеса в часовому відтинку вікна піт-стопів (друга третина дистанції перегонів).
Стартове розміщення другої гонки виконується за результатами першої. В 2006 році запровадили систему старту в другій гонці за рультатами першої, але спортсмени розміщувалися в протилежному напрямі 1 місце в першій гонці — старт останнім у другій і так далі. Але таке нововведення викликало хвилю незадоволення вболівальників та механіків команд, тож на сезон 2007 року це нововведення відмінили.
2009 року регламент змінився і трьохетапні перегони змінили на двотапні, старт відбувався із фіксований позицій за результатами кваліфікації.
Перша гонка проводиться в суботу та має довжину 100 або 200 км, друга — у неділю із постійною довжиною 200 км. Правило обов'язкового піт-стопу відмінили, але за довжини 100 км. Пілоти так чи інакше змушені хоча б одного разу відвідувати піт-лейн.

#### Кваліфікація
Кваліфікація проводиться в п'ятницю та складається із 3- сесій тривалістю 1 годину, в результаті якої відсіюють 10 найповільніших автомобілів. 2009 року повернено правило ShootOut, за якого 10 найкращих пілотів у третій сесії проходять 1 коло, за цими результатами автомобілі розташовуються на стартовій прямій.

#### Нарахування балів
З 2007 року діє нова шкала нарахування балів: 15 перших отримують такі бали — 1-24, 2-20, 3-17, 4-15, 5-13, 6-12, 7-11, 8-10, 9-9, 10-8, 11-6, 12-5, 13-4, 14-3, 15-2.
Але з 2008 року ввели нову систему нарахування балів через незадоволення учасників: першим 30-ом пілотам нараховують від 100 балів (за перше місце) до 10 за 30-те місце.
Перегони в Clipsal 500 оцінюються з коефіцієнтом 1,5 від базової шкали розподілу, триваліші Sandown 500 і Buthurst 1000 з коефіцієнтом 3 (тобто втричі більше від базової шкали).

### Головні перегони

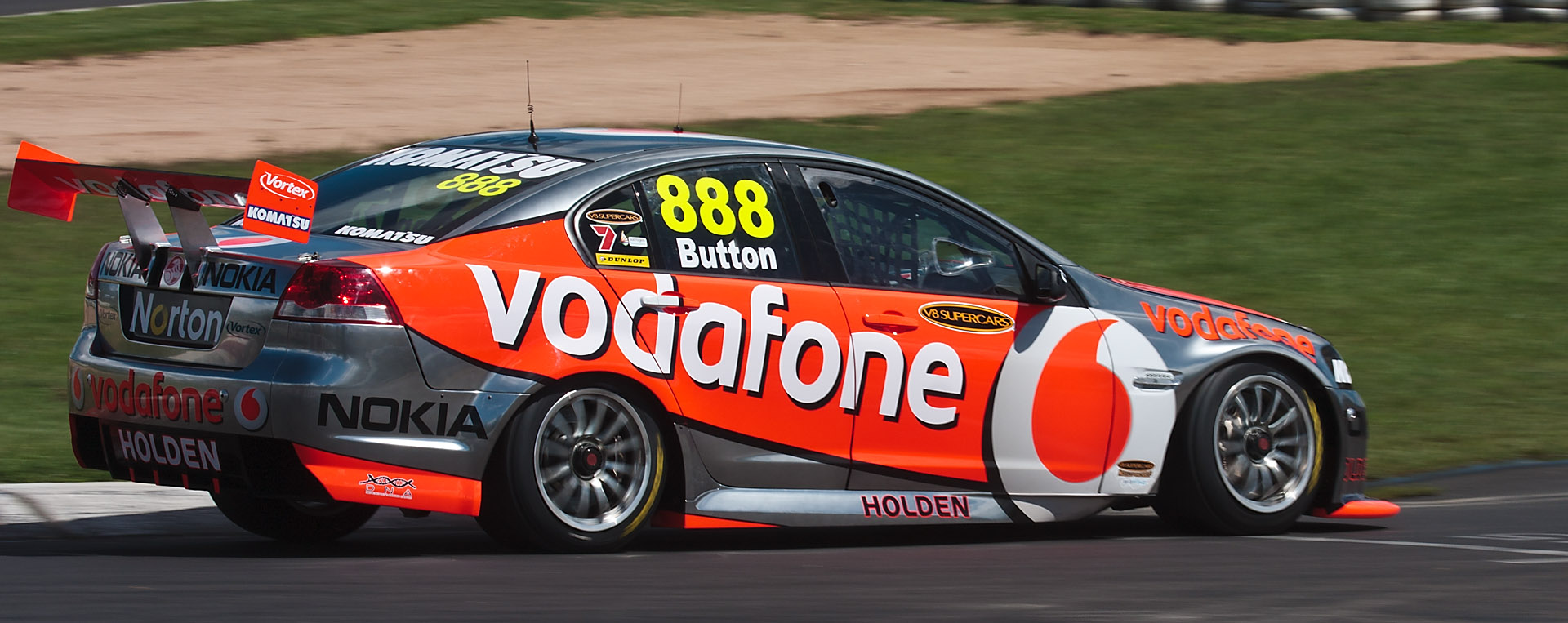
Дженсон Баттон за кермом автомобіля Holdenr Commodore V8 Superca команди Triple Eight Racing VE

Центральними перегонами в чемпіонаті вважаються Sandown 500, Buthurst 1000 та Clipsal 500. 2005 року відбувся великий етап в Шанхаї, але промоутери відмовились від неї наступного року, тож цей етап більше не проводиться..

#### Clipsal 500

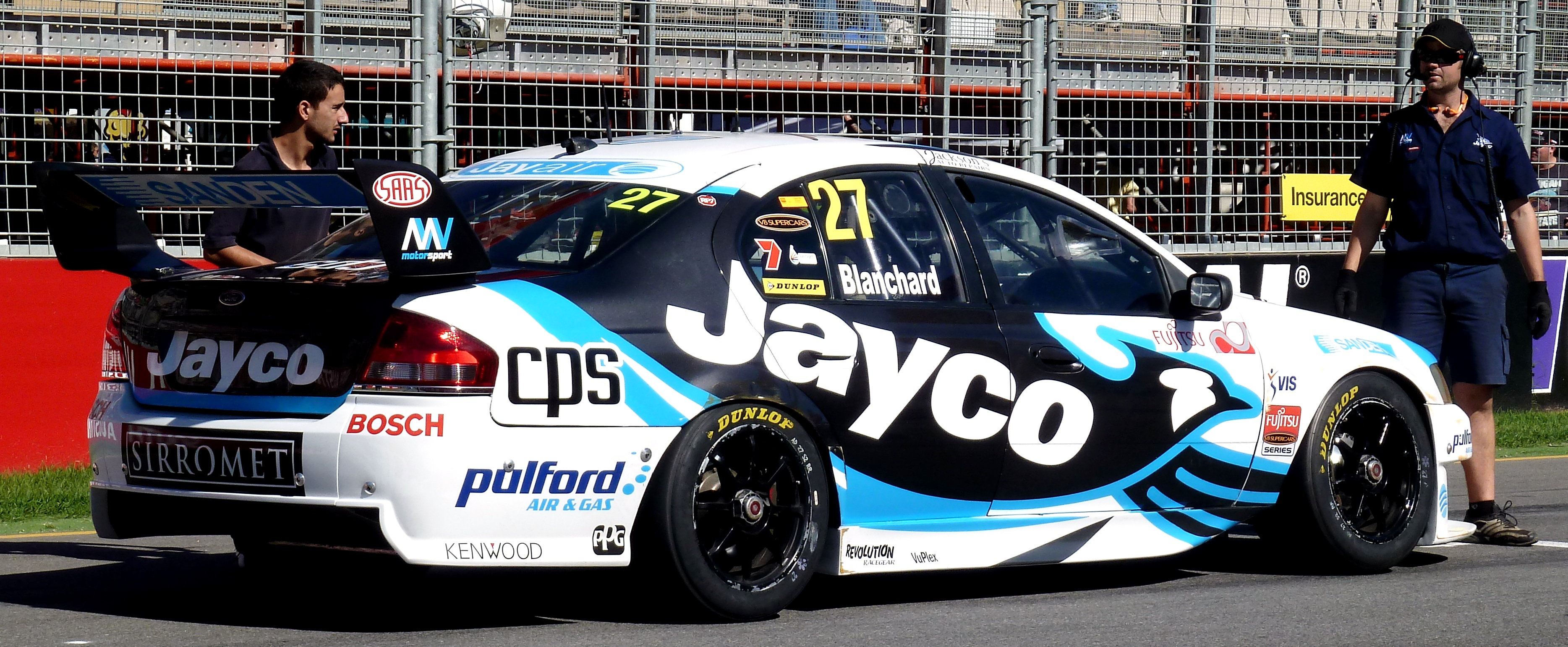
Ford Falcon на Clipsal 2011

Clipsal 500 проводяться в Аделаїді на вкороченій міській трасі колишнього кільця Гран-Прі. Перегони в центрі міста користуються надзвичайною популярністю та збирають понад 200 тис. глядачів та знаменитостей.
Етап складається із першої — 250 км. (субота) гонки та другої такої ж довжини в неділю.

#### Sandown 500
Sandown 500 — одна із двох гонок в сезоні на витривалість, проводиться в Sandown International Raceway. Ці перегони із свого початку вважаються «молодшими» в порівнянні із Батерстом. Сьогоднішня назва перегонів Just Car Insurance 500 (із 2007 року), до цього вона теж із комерційних причин називалася Betta Electrical 500.
Перемога на Sandown 500, Buthurst 1000 дає його переможцю так звану «Корону Довгих Перегонів».
З 2008 року перегони проходять на автодромі Phillip Island Grand Prix Circuit.

#### Bathurst 1000
Buthurst 1000 — 1000 кілометрові перегони, також відомі як «Великі Перегони». Вони проходять на трасі Mount Panorama Circuit Батерсті (Новий Південний Уельс). Це головні перегони Австралії, котрі проводилися тут ще задовго до серії V8 Supercar.
Змагання складаються із 162 гоночних кола, є дві довгих прямі та швидкі сліпі повороти на вершині гори. Колись до участі в Buthurst 1000 допускалися всі пілоти на омолонгованих автомобілях для цієї серії, але сьогодні на старт виходять тільки професійні пілоти.
Поява на перегонах автомобіля безпеки, сильно змінив характер перегонів. Але ці перегони завжди залишаться тактичними на котрі розробляються різноманітні стратегії піт-стопів та надзвичайно швидкими.

#### Великий Фінал
За сприяння формули Blueprint, AVESCO в 2003 році організувала спеціальний фінальний етап, котрий став фінальним в чемпіонаті. Спочатку етап проводився на трасі Eastern Creek Raceway поблизу Сіднею, спонсором виступив VIP Petfoods та називався «Основна Подія». Першим переможцем став Маркос Емброус. В 2004 році етап називався Bigpond Grand Finale, його знову виграв Маркос Емброус. В 2005 році етап перенесли на Phillip Island Grand Prix Circuit.

#### Виїзні етапи
Популярність чемпіонату V8 Supercars змусила організаторів подумати про організацію виїзних етапів. Етап в Шанхаї проводився тільки одного разу, але на етап в Бахрейні (на укороченій трасі Bahrain International Circuit, називався Desert 400) підписано кількарічний контракт. Також в планах проведення етапу в Сінгапурі разом із етапом Гран-Прі Ф1. Але станом на сьогодні, через невлагоджені комерційні інтереси V8SCA і Ф1, цей процес завис.

## Команди V8 Supercar
• Dick Johnson Racing — Jim Beam Racing (Ford)
Чемпіони: 6, Перемоги Bathurst: 3
Найстаріша команда V8, створена Діком Джонсоном, яка виділилася із команди дилера Форда. Зараз командою керує його син — Стівен Джонсон, пілотуючи найбільш відомим Фордом серії — № 17.
• Toll HSV Dealer Team (Holden)
• Holden Racing Team (Holden)
Чемпіони: 6, Перемоги в Bathurst: 4
Заснована Holden наприкінці 80-х разом із Томом Вокіншоу для забезпечення Holden Special Vehicles (спецпроєкт Голден).
• Stone Brothers Racing (Ford)
Чемпіони: 3, Перемоги в Bathurst: 1
Заснована в 1996 році.
• Ford Performance Racing nee: Glenn Seton Racing (Ford)
Чемпіони: 2
Заснована Гленном Сетоном в 1989 році.
• Jack Daniel's Racing (Holden)
Перемоги в Bathurst: 3
• Tasman Motorsport (Holden)
Заснована в 2005 році.
• Garry Rogers Motorsport (Holden)
Перемоги в Bathurst: 1
• SuperCheap Auto/PWR Racing (Holden)
Створена в 2003 році.
• Triple Eight Race Engineering (Ford)
• Brad Jones Racing/Team BOC (Ford)
• WPS Racing (Ford)
WPS Racing створена в 2004 році із команди 00/Gibson Motorsport бізнесмена Крейга Горома.
• Team Kiwi Racing (Ford)
• Team Sirromet Wines (Holden)
• Britek Motorsport/Fujitsu Racing (Ford)
Заснована в 2005 році колишнім пілотом Ford Performance Racing Джейсоном Брайтоном.
- Rod Nash Racing (Holden)
- Paul Cruickshank Racing (Ford)
- Holden Dealer Team
- Gibson Motorsport
- Team Dynamik